# Tomasz Bajerowski
Tomasz Józef Bajerowski (ur. 22 grudnia 1957 w Warszawie) – polski  prof. dr hab. inż. nauk technicznych, w latach 2010-2017 kierownik Katedry Analiz Geoinformacyjnych i Katastru Uniwersytetu Warmińsko-Mazurskiego w Olsztynie. Od 1 października 2017 roku pełni funkcję Dyrektora Instytutu Geoinformacji i Kartografii Uniwersytetu Warmińsko-Mazurskiego w Olsztynie. Jest autorem i współautorem ponad 120 prac naukowych oraz licznych podręczników i monogafii naukowych. Laureat licznych nagród, uhonorowany Srebrnym Krzyżem Zasługi (1999), Medalem Komisji Edukacji Narodowej (2015), Brązowym Medalem „Za Zasługi dla Ligi Obrony Kraju” (2007) oraz odznaką „Zasłużony dla Uniwersytetu Przyrodniczego we Wrocławiu” (2008). W pracy naukowej zajmuje się kształtowaniem krajobrazu otwartego, teorią użytkowania ziemi, kształtowaniem przestrzeni bezpiecznej i podstawami teoretycznymi analiz geoinformacyjnych. Jest członkiem Rady Fundacji Po.Int i jednocześnie jej ekspertem.
W życiu prywatnym regularnie uczestniczy w zawodach strzeleckich, w których w 2009 r. zajął 2. miejsce w cyklu Grand Prix IPSC POLSKA w kategorii Production Senior, a w 2008 i 2009 r. zajął 3. miejsce w tej kategorii w turnieju IPSC Polish Open. Jest w związku małżeńskim z żoną Roksolaną, z którą ma syna Sebastiana Tomasza.